# Liste der Hallenkirchen in Slowenien
▶ Liste(n) der Hallenkirchen – Übersicht

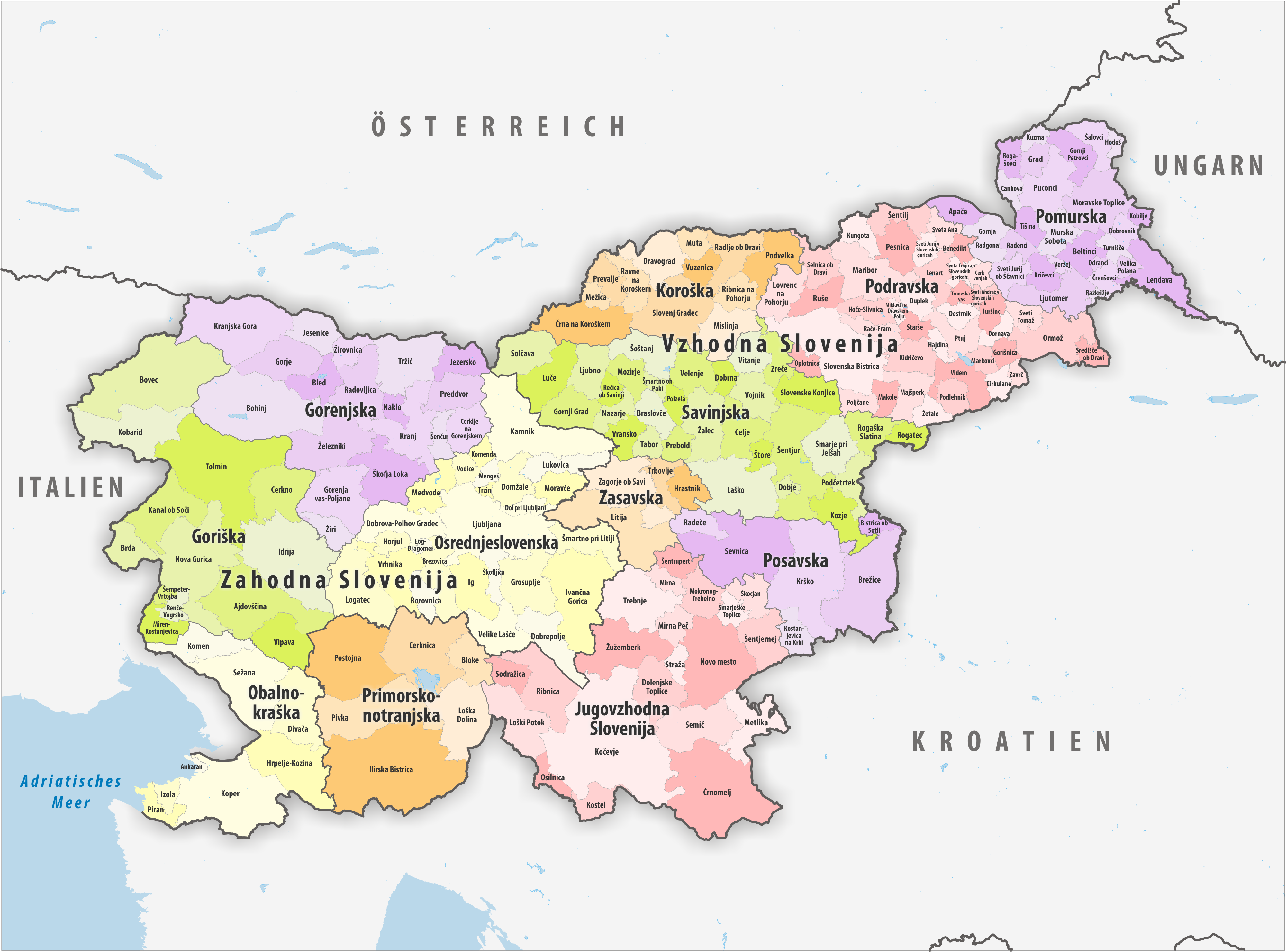
Slowenien – sämtliche Gemeinden

## Liste
– Siehe auch Pseudobasiliken in Slowenien (2) –
Anzahl: 11
| Ort              | Kirche                                                                   | Anmerkungen                                                         | Fotos | Fotos |
| ---------------- | ------------------------------------------------------------------------ | ------------------------------------------------------------------- | ----- | ----- |
| Črna pri Kamniku | Sv. Primoža in Felicijana (CC)                                           | spätes 15.–frühes 16. Jh., zweischiffig, asymmetrisch               |       |       |
| Koper            | Stolnica Marijinega vnebovzetja (Kathedrale Mariä Himmelfahrt)           | 15. Jh.                                                             |       |       |
| Kranj            | Sv. Kancijan (St. Konstantin) (CC)                                       |                                                                     |       |       |
| Krtina, Domžale  | Sv. Lenart (St. Leonard) (CC)                                            | Ende 15. Jh.                                                        |       |       |
| Leskovec Krško   | Cerkev Žalostne Matere Božje Schmerzen der Muttergottes (CC)             | 16. Jh.                                                             |       |       |
| Poljče           | Sv. Petra (CC)                                                           | Ende 15.–frühes 16. Jh.                                             |       |       |
| Ptujska Gora     | Bazilika Marije Zavetnice s plaščem (Basilika der Schutz- mantelmadonna) | Ende 14. bis Anfang 15. Jh.                                         |       |       |
| Radovljica       | Cerkev sv. Petra (CC)                                                    | um 1500 Umbau einer romanischen Basilika zur gotischen Hallenkirche |       |       |
| Šentrupert       | Cerkev sv. Ruperta (CC)                                                  | Ende 15. Jh.                                                        |       |       |
| Škofja Loka      | Cerkev sv. Jakoba (CC)                                                   | ab 1471                                                             |       |       |
| Sromlje, Brežice | Cerkev sv. Martina (CC)                                                  | 18. Jh.                                                             |       |       |